# Mari Illustrious Makinami
Mari Illustrious Makinami (真希波・マリ・イラストリアス Makinami Mari Irasutoriasu?) es un personaje ficticio perteneciente a la saga de Rebuild of Evangelion, un reboot cinematográfico de la serie Neon Genesis Evangelion. 1

## Descripción
Mari es uno de los nuevos personajes introducidos en Rebuild of Evangelion. Es una nueva piloto de EVA, y por tanto, una joven muchacha de la misma edad que los otros. Es la piloto de la unidad Provisional 05 y piloto de reemplazo del Eva 02.
No se sabe si forma parte de los Children, pero cuando pilota la unidad 02 su Plug Suit muestra un 5 en la espalda, anunciando que quizá sea la Quinta Niña (o quizás que es la piloto del EVA-05). 
Su procedencia no es especificada, pero la combinación de apellidos japonés y occidental hace pensar que su fondo genético es medio japonés medio occidental, similar a Asuka. Su aspecto se caracteriza por su pelo color café, sus ojos de verde azulado y sus características gafas, además de que, como Asuka, también lleva cotidianamente los clips nerviosos A10, en forma de diadema. Viste un uniforme de estudiante diferente a los demás protagonistas, y no manifiesta ningún vínculo con NERV o con Misato, a pesar de pilotar el EVA-02.
En el último tomo del manga de Evangelion se revela que Mari era en realidad una compañera de estudios de Yui, la madre de Shinji. Mari, una niña genio de 16 años, estaba enamorada de Yui pero ésta ama a Ikari. Finalmente acepta una oferta de trabajar en el extranjero y se despide de Yui, la cual le regala sus anteojos como recuerdo y le hace el peinado tal cual la conocemos. Se desconoce sin embargo si esta escena tiene que ver con la historia de Rebuild of Evangelion, ya que el manga se basa en los acontecimientos de la serie original.

## Personalidad
Mari es calmada y tranquila, aunque muy profesional, especialmente cuando pilota un EVA. A veces se muestra algo despreocupada, como cuando pilota el EVA-05 a través de un túnel cantando alegremente. Al parecer tiene algún tipo de fetichismo hacia el LCL, ya que en una ocasión comenta a Shinji "Hueles bien... a olor de LCL". También aparenta tener problemas de visión, ya que cuando ella cae sobre Shinji en su llegada al Japón, ella pierde sus anteojos y demuestra presentar dificultades para luego encontrarlas en la azotea.
En Evangelion 3.0 Mari sigue siendo igual de calmada y despreocupada, aunque igual de calculadora, Mari tiene un rol relativamente pequeño en comparación a otros personajes, algo nuevo de su personalidad, y en contraste con Asuka, es que ella aparentemente tiene la "suerte" de sufrir inconvenientes para iniciar las misiones o se atrasa, según Asuka, aunque según Mari es esta quien se adelanta.
Algo que aún no se ha revelado es el conocimiento que tiene Mari sobre las unidades Evangelion y sobre los Ángeles que no poseen, Shinij o Rei, Asuka a partir de la tercera película parece conocer casi tanto como ella.
Mari muestra empatía por los Evangelion, agradeciéndoles o animándolos durante las batallas, incluso parece saber que resultados pueden darse entre los conflictos o eventos metafísicos que pueden ocurrir entre los hijos de Adam, Lilith y unidades Eva, como pasa cuando se cerciora preguntándole a Asuka que puede pasar en la batalla contra el EVA 13.
Por el momento parece no se ha revelado de donde Mari obtuvo toda su experiencia, pero parece que ella trabajaba fuera y por encima de las intenciones de Nerv, incluso catorce años antes de que Misato fundara Willie.

## Datos
- Mari usa dos Plug Suits a lo largo de la película: cuando pilota la unidad 05 usa uno verde y blanco con el diseño de su unidad, equipado con casco; en cambio, cuando se le ordena que robe la unidad 02 lleva un Plug Suit normal y corriente de color rosa y negro con el número 05 al pecho. Este Plug Suit está conectado al Modo Bestia de la Unidad 02, ya que cuando es activado, los círculos del traje se encienden de verde y empiezan a girar.
- Makinami es el nombre de uno de los destructores Clase Yūgumo de la Segunda Guerra Mundial que sirvieron en la Armada Imperial Japonesa. Ilustrious es el nombre de una clase de portaaviones británicos de la misma guerra.
- Mari aparece en Evangelion Anima también como piloto, pero en esta versión es un poco más pequeña (tiene 7 años al igual que Rei VI)
- En Evangelion 3.0 you can (not) redo, cuando Kōzō Fuyutsuki invita a Shinji a jugar Shogi para hablar con el, le pregunta acerca de su madre y después le muestra una fotografía de ella, en la misma foto aparece una mujer de lentes muy parecida a Mari, mas no se explica quien es, caben tres posibilidades [cita requerida], la mujer de la foto es la madre de Mari y al igual que Yui Ikari trabajaba para SELEE en la construcción de los EVAS, y su hija fue seleccionada como piloto de EVAS[cita requerida], la segunda es que Mari sea un clon de esta mujer y por la misma razón fue seleccionada como piloto[cita requerida], la tercera posibilidad es que esa mujer y Mari sean la misma persona[cita requerida], y Mari haya rejuvenecido por el efecto del LCL, al final de la película Mari llama a Gendo Ikari por el sufijo Kun, tal vez llegando a conocerlo de maneral personal como antiguo compañero.